# Pao cai

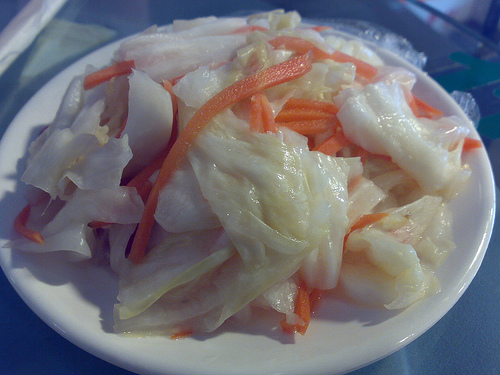

El Pao cai és un tipus de confit, normalment de col de cabdell que es troba en la gastronomia xinesa i molt especialment a la de Sichuan. Tot i que aquest plat és més comú a la zona nord-occidental, existeix una forma única de pao cai anomenada suan cai, que prové del nord-est de la Xina.
Aquest plat xinès és molt semblant al kimchi coreà (que se sol anomenar "Han Guo pao cai" en xinès), tant pel que fa a contingut com pel que fa a preparació, si bé tendeix a més ser dolç i àcid que no especiat. És habitual menjar-ho amb arròs congee com a esmorzar.
El gust i modalitat de producció fluctua notablement entre les diverses regions xineses on es prepara.